# بنكوبوستا
بنكوبوستا (بالإيطالية: BancoPosta)‏ هو نظام التوفير البريدي الإيطالي الذي يعمل كوحدة تابعة لمكتب البريد الإيطالي، ويقدم الخدمات الماليّة بما في ذلك حسابات التوفير والبطاقات المدفوعة مسبقًا وخدمات الوساطة في الصرف وخدمات الاستثمار والتأمين وخدمات الدفع المختلفة. لا يمتلك بنك بانكوبوستا ترخيصًا مصرفيًا ولا يمكنه تقديم قروض مباشرة لأطراف ثالثة، ولكنه يشارك في الترويج وتوزيع القروض العامة التي تمنحها البنوك والوسطاء الماليون. الخدمات المصرفية متاحة في جميع مكاتب البريد في إيطاليا.

## التاريخ
كان البريد الإيطالي دائمًا يوفر ودائع الادخار البريدية ويقدم مدفوعات مؤسسات البريد جيرو (بيه اوه جي ايز). وقد قامت بوظيفة جمع المدخرات البريدية منذ عام 1875 مع توفر حسابات التوفير البريدية منذ عام 1917.
تأسست بانكوبستا رسميًا في عام 1999 بعد إعادة الهيكلة التي أجراها الرئيس التنفيذي كورادو باسيرا.وهي تعمل تحت إدارة قسم الخدمات المالية وتقدم خدمات التحصيل والدفع وتحصيل منتجات الادخار والتأمين للجمهور.
في عام 2000 تم إطلاق حساب بنكوبوستا وبطاقة الخصم بوستاميت وبطاقة الائتمان بنكوبوستا ماستركرد مما أدى إلى زيادة عدد الحسابات من 175000 في ديسمبر 1999 إلى 1.68 مليون في ديسمبر 2001.
كان نجاح الحساب والترميم اللاحق له راجعًا بشكل أساسي إلى حوسبة 14000 مكتب بريد وإنشاء بنية تحتية تكنولوجية جديدة (بميزانية إجمالية قدرها 670 مليار ليرة) مما سمح بتحسين الجودة والعائدات.
منذ عام 2001 تحول البنك من مجرد مدير للأصول إلى وسيط مالي حيث تم تفويضه بموجب المرسوم الرئاسي 144/01 باقتراح الأسهم والسندات وحصص صناديق الاستثمار والقروض والتمويل على الجمهور على الرغم من القيود المذكورة أعلاه: حتى ذلك الحين لم تتمكن مكاتب البريد البالغ عددها 14000 من بيع السندات الحكومية إلا سندات الخصخصة .